# Джаз-клубы 52-й Стрит

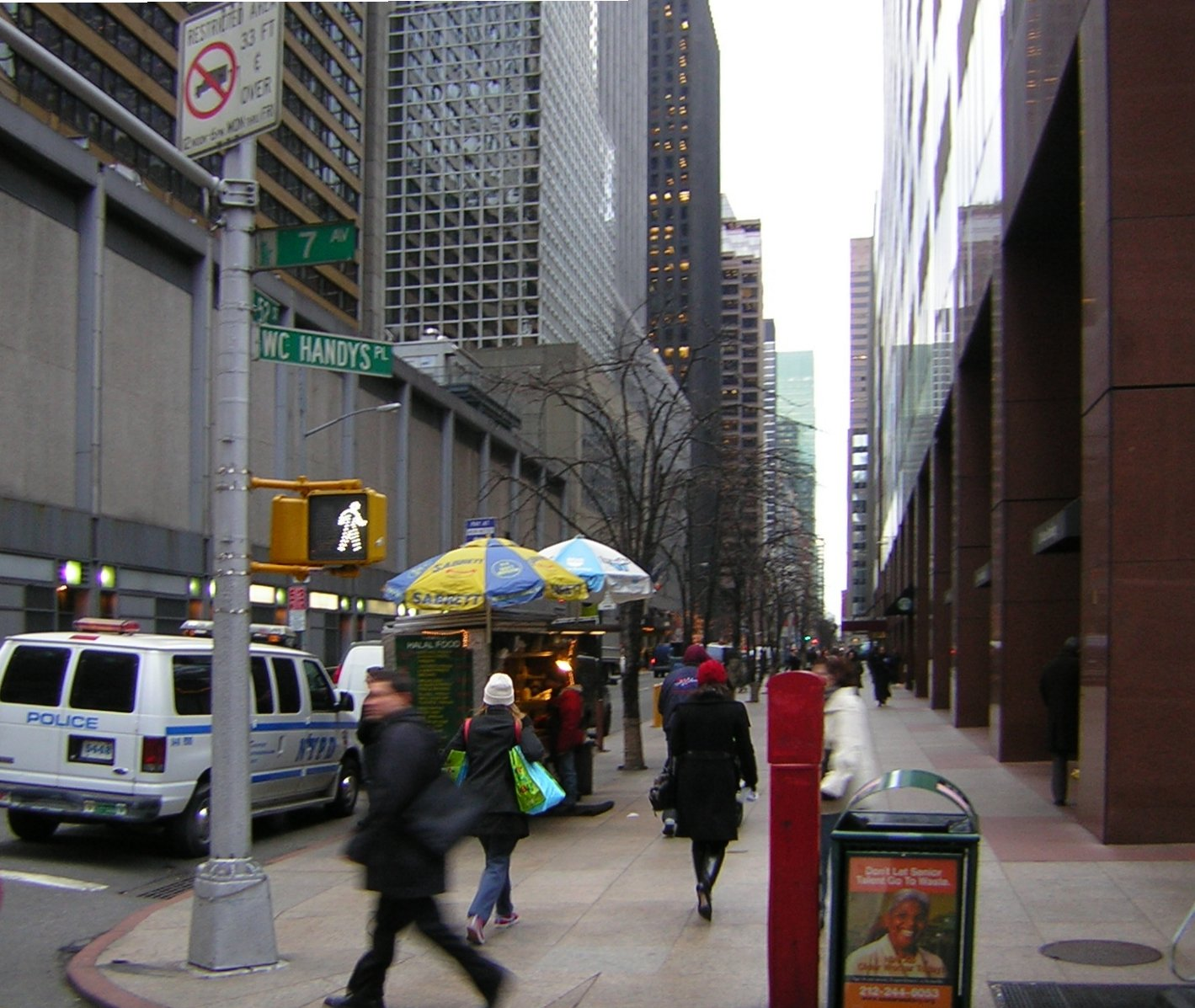
на 52-й Стрит

Джаз-клубы 52-й Стрит (англ. Jazzclubs 52nd Street) — музыкальные клубы Нью-Йорка, сыгравшие особую роль в 30-х — 50-х годах XX столетия в развитии джазовой музыки.

## История
52-я Стрит (52nd Street) расположена в районе Мидтаун (Midtown) Манхэттена, к югу от Центрального парка (Central Park). Сегодня это длинная улица с односторонним движением, занятая в основном магазинами и банковскими конторами. Большинство джаз-клубов находились здесь вблизи Бродвея, между 5-й и 7-й Авеню, в западной части 52-й.
Впервые джаз здесь игрался в 20-е годы XX века, в годы сухого закона, в многочисленных спикизи. В начале 30-х, и в особенности в 40-е годы, с восхождением бибопа, на 52-й Стрит открывается множество джаз-клубов, в которых собираются музыканты и вокалисты, выступавшие ранее на Бродвее. Немалую роль в музыкальном процветании 52-й играло и то обстоятельство, что рядом находилась студия CBS. Джазисты играли в клубах ночи напролёт, до раннего утра. Джаз-клубы 52-й были известны всей Америке также и благодаря радиотрансляциям оттуда «вживую» музыкальных выступлений. В 1960-е знаменитые музыкальные клубы 52-й стали закрываться, и последний из них исчез в 1968 году. С 60-х годов большинство нью-йоркских джаз-клубов сосредоточилось на Гринвич-Виллидж.
В 1978 году Билли Джоэл, в память о знаменитой улице, выпустил альбом под названием 52nd Street.

## Наиболее известные клубы
- Jimmy Ryan’s (осн. в 1940 г.). Здесь игрался бибоп и ново-орлеанский джаз. Среди выступающих следует отметить Коулмена Хоукинса, Роя Элдриджа, Бобби Хэкетта.
- The Onyx (1927—1949). Открыт был как спикизи. Здесь игрался свинг, дикси-джаз, бибоп. Среди исполнителей — Диззи Гиллеспи.
- Downbeat (1944—1948). Выступали Диззи Гиллеспи, Коулмен Хоукинс, Билли Холидей, Лестер Янг. После закрытия — стрип-клуб.
- The Famous Door (1935—1950). Первое время финансировался Гленном Миллером и Джимми Дорси как место встреч и отдыха музыкантов после их выступлений. Назван по находившейся здесь, в баре, «двери автографов». В 30-е годы в клубе исполняют Биг Бэнд — и Диксиленд — музыканты и певцы, и среди них Ред Норво, Тедди Вильсон, Билли Холидей, Бесси Смит; играют Биг Бэнд — оркестры Каунта Бэйси, Вуди Германа, Чарли Барнета.
- Hickory House (1933—1968). Здесь выступали Мэриен Мак-Партланд, Мэри Лу Вильямс, Дюк Эллингтон, Бобби Хэкетт, Джек Тигарден, Бенни Гудмен.
- Sportlite Club (1944-1947). Среди выступающих следует отметить Коулмена Хоукинса, Билли Холидей, Диззи Гиллеспи, Чарли Паркера, Бена Уэбстера.